# Порт Цзясін
Порт Цзясін (кит.: 嘉兴港) — це природний глибоководний міжнародний морський порт на узбережжі затоки Ханчжоу в місті Цзясін, провінція Чжецзян, Китай.

## Опис
Порт Цзясін розташований в гирлі річки Цяньтан, на початку затоки Ханчжоу. Велика кількість внутрішніх водних шляхів, включаючи Гранд-канал, також перетинають префектуру Цзясін. Станом на 2012 рік він мав 36 причалів, 26 з яких могли приймати судна водотоннажністю понад 10 000 тонн, і 10 причалів для суден водотоннажністю 1000 тонн.
- Район порту Чжапу (乍浦港区), на схід від морського мосту через затоку Ханчжоу розташована головна портова зона.
- Район порту Душан (独山港区)
- Район порту Хайян (海盐港区)

Внутрішній порт Цзясін розташований у кількох районах уздовж багатьох водних шляхів регіону та управляється незалежно.